# Xã Austintown, Quận Mahoning, Ohio
Xã Austintown (tiếng Anh: Austintown Township) là một xã thuộc quận Mahoning, tiểu bang Ohio, Hoa Kỳ. Năm 2010, dân số của xã này là 36.722 người.